# 横市インターチェンジ
横市インターチェンジ（よこいちインターチェンジ）は、宮崎県都城市南横市町にある都城志布志道路（都城道路）のインターチェンジである。

## 接続する道路
- 市道 母智丘通線

## 歴史
- 2000年（平成12年） : 事業化。
- 2018年（平成30年）10月3日 : IC名称が「南横市IC（仮称）」から「横市IC」に正式決定[1]。
- 2019年（平成31年）3月17日 : 横市IC - 平塚IC間開通に伴い供用開始[2]。
- 2022年（令和4年）3月12日 : 乙房IC - 横市IC間開通[3]。

## 周辺
- 宮崎県立都城西高等学校
- 都城高等学校
- 都城市立西中学校
- 都城市立西小学校
- 宮崎県立都城さくら聴覚支援学校

## 隣
都城志布志道路（都城道路）
乙房IC - 横市IC - 平塚IC